# Уильям III, граф Росс
Уильям III, 5-й граф Росс (англ. William III, Earl of Ross; умер в 1372 году) — шотландский аристократ, кельтский граф (мормэр) Росса (1333—1372).

## Биография
Старший сын Хью, 4-го графа Росса (1323—1333), и Матильды (Мод) Брюс, дочери Роберта де Брюса, 6-го лорда Аннандейла, и Марджори, графини Каррик. По материнской линии Уильям был племянником короля Шотландии Роберта I Брюса и двоюродным братом короля Шотландии Давида II Брюса.
На момент гибели своего отца в 1333 году в битве при Халидон-Хилле Уильям де Росс находился в Норвегии, он вернулся в 1336 году на родину и вступил во владение отцовским доменом (графством Росс). Вскоре после своего возвращения в Шотландию граф Росс взялся за восстановление разоренного Феарнского аббатства, основанного Ферхаром МакТаггартом, 1-м мормэром Росса.
Жизнь Уильяма III, графа Росса, была тесно переплетена с политическими и военными событиями правления короля Давида II Брюса. В 1339 году граф Росс отличился во время осады шотландской армией города Перт, вынудив сдаться английский гарнизон 17 сентября.
В 1346 году король Шотландии Давид Брюс собрал своих вассалов с их отрядами в Перте, чтобы подготовиться к вторжению в Англию. Во время сборов Уильям, граф Росс, поссорился со своим вассалом, Рональдом Макруаири (Рагналлом Макруаири) и умертвил его в монастыре в Элко. Опасаясь преследования со стороны короля, граф Росс вернулся в свои владения, а многие северные лорды последовали его примеру. Король Давид Брюс выступил в поход на северные английские владения, но в битве при Невиллс-Кроссе он был ранен и взят в плен, в котором провел одиннадцать лет.
К 1355 году Уильям III, граф Росс, занимал должность юстициария Шотландии к северу от Ферт-оф-Форт, но затем лишился доверия шотландского монарха и был лишён этого поста.
В 1357 году граф Уильям де Росс присутствовал на заседании шотландского парламента, где обсуждались планы выкупа из английского плена короля Давида II Брюса. 3 октября того же года по условиям Берикского договора король Давид II Брюс был отпущен из плена ценой уплаты выкупа в размере 100 тысяч шотландских марок и предоставления в качестве заложников двадцати шотландских лордов. Среди них был Уильям III, граф Росс, или, возможно, его малолетний сын Уильям.
После возвращения в Шотландию Давид Брюс наложил большие налоги на своих вассалов, чтобы выплатить выкуп англичанам, что привело к восстанию горных лордов, включая Уильяма, графа Росса, и его сводного брата Хью де Росса из Калнагоуна в 1366 году. В 1368 году Уильям де Росс и другие восставшие горные лорды вынужден были подчиниться королевской власти.
Ближе к концу своей жизни Уильям III, граф Росс, озаботился судьбой своего графства. Его единственный сын Уильям был больным мальчиком. Сам граф прекрасно понимал, что если мальчик умрет, он останется без наследником мужского пола, а графство Росс уйдет из семьи Мактаггарт. Чтобы предотвратить это, он посоветовался со своей сестрой Марджори, графиней Кейтнесс и Оркни, которая дала согласие на передачу графства Росс их сводному брату, Хью из Калнагоуна. Это соглашение состоялось в 1350 году. Хотя юный Уильям был назван в 1354 году в качестве одного из заложников для выкупа из плена короля, записи показывают, что к августе 1357 года Уильям был уже болен и, должно быть, умер вскоре после этого. Давид II Брюс, никогда не любивший графа Уильяма де Росса, отказался признавать Хью из Калнагоуна наследником Уильяма III.
Вместо того, чтобы согласиться с тем, что Хью из Калнагоуна станет наследником графа Уильяма де Росса, король Давид II Брюс решил передать графский титул Ефимии (1342—1394), дочери Уильяма от второго брака с Маргарет де Грэм, выдав её замуж за известного шотландского крестоносца, Уолтера де Лесли (ум. 1382). Давид II хотел вознаградить этого всемирно известного шотландца за его храбрость. 23 октября 1370 года в Перте король Давид признал Уильяма в качестве графа Росса и лорда Скай, но взамен последний вынужден был дать согласие на брака своей дочери с Уолтером Лесли. Хотя граф де Росс решил обратиться за помощью к лорд-канцлеру Шотландии, но Уолтер Лесли организовал засаду и напал его людей. В 1371 году после смерти короля Давида II Брюса и вступления на королевский престол Роберта II Стюарта, с которым он сражался при осаде Перта в 1339 году, граф Уильям де Росс обратился за поддержкой к новому монарху, но безрезультатно.
9 февраля 1372 года граф Уильям III де Росс скончался в Делни в графстве Росс. Он был последним мужским потомком кельтского рода мормэров Росса. Ему наследовали его дочь Ефимия и её муж Уолтер де Лесли.

## Семья
Уильям III, 5-й граф Росс, женился в мае 1342 года на Марии Макдональд, дочери Ангуса Ога (1296—1318), правителя Островов и главы клана Макдональд. У них были один сын и две дочери:
- Уильям де Росс (ум. 1357)
- Ефимия де Росс (ок. 1342—1394), графиня Росса (1372—1394), 1-й муж с 1370 года Уолтер де Лесли (ум. 1382), 2-й муж с 1382 года Александр Стюарт, граф Бьюкен (1343—1405)
- Джоанна (Джанет) де Росс, муж с 1375 года сэр Александр Фрейзер из Коуи, предок лордов Салтон.